# Красный флигель кадетского корпуса
Красный флигель кадетского корпуса — памятник градостроительства и архитектуры регионального значения в Нижнем Новгороде. Здание построено в 1914—1915 годах. Автор проекта не установлен.
Служебный корпус является примером рядовой постройки начала XX века. Входит в архитектурный ансамбль Нижегородского кремля. Расположен в западной части крепости.

## История
В 1910-е годы появилась необходимость расширения служебных и жилых помещений Нижегородского графа А. А. Аракчеева кадетского корпуса. Судя по переписке о хозяйственных вопросах кадетского корпуса, идея строительства нового здания на территории кремля возникла в 1913 году, но не была реализована из-за невыгодности подряда. Существующее здание было построено в 1914—1915 годах, в нём предполагалось разместить не менее трёх офицерских квартир с общей столовой и кухней.
В начале 1920-х годов здание, пустовавшее во время революционных событий, было отремонтировано. В данный период оно именовалось «красным флигелем». С 1924 года флигель, как и здание бывших присутственных мест, было отдано под размещение Нижегородских курсов командного состава РККА — одного из первых военных учебных заведений СССР.
В 1977 году флигель был приспособлен под телефонную станцию. К южному фасаду был пристроен одноэтажный кирпичный корпус, изменена внутренняя планировка, заменены перекрытия, по главному фасаду над венчающим карнизом устроен кирпичный парапет, исторические двери заменены на металлические, над ними устроен козырёк.
В 2000-е годы флигель пытались снять с государственной охраны, поскольку он мешал строительству нового Дома правительства. Министерство культуры посчитало доводы областных чиновников неубедительными и здание осталось под охраной.

## Архитектура

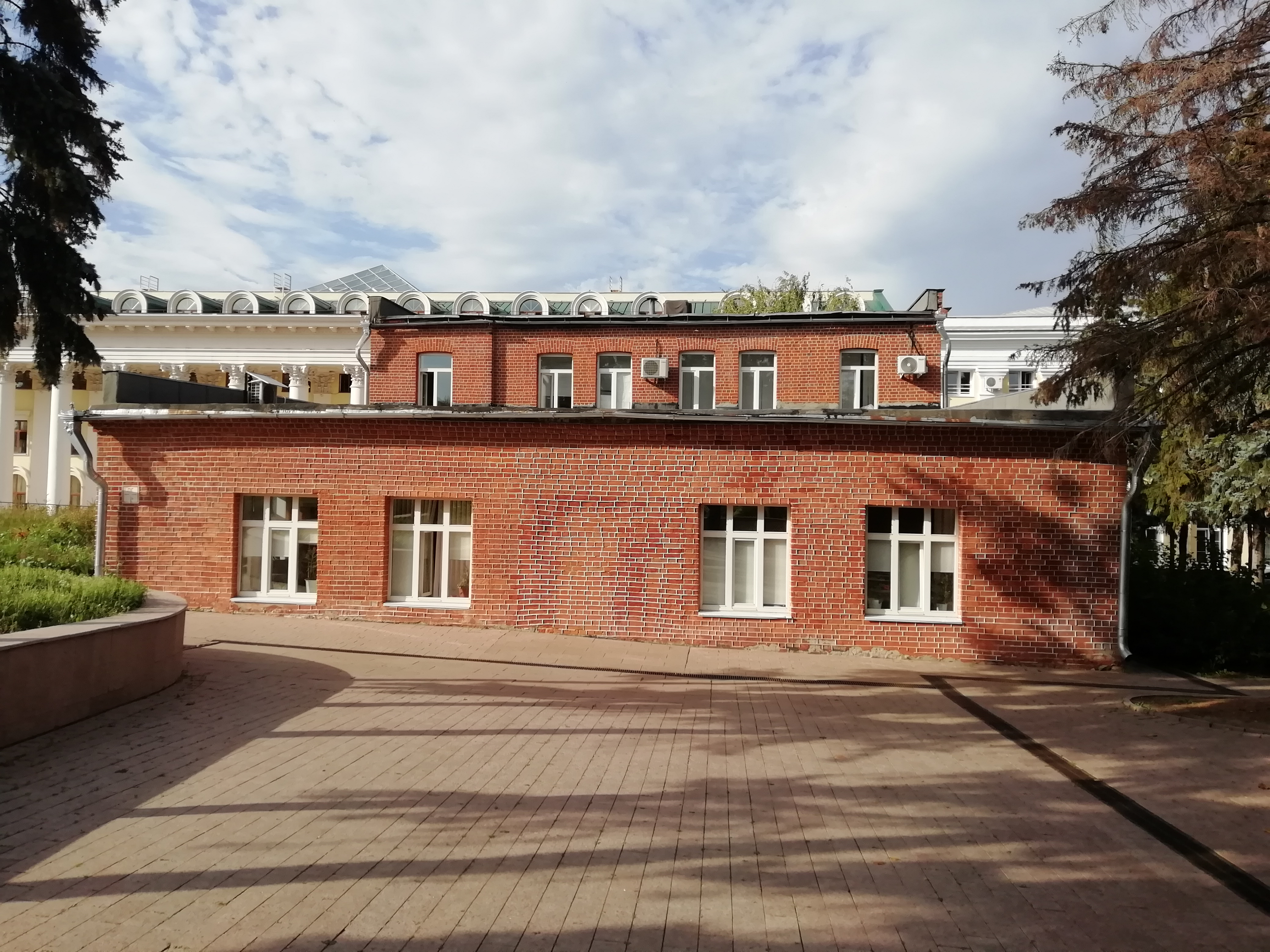
Южный фасад флигеля

Корпус расположен в западной части Нижегородского кремля. Парадный северный фасад обращён в сторону внутреннего проезда, организованного вдоль южного крыла здания присутственных мест, дворовый (южный) — в сторону прясла кремлёвской стены между Никольской и Коромысловой башнями.
Стены сложены из красного кирпича, не оштукатурены. По крайней восточной оси устроен сильно вступающий ризалит. С юга к историческому зданию пристроен одноэтажный прямоугольный в плане объём, скрывающий южный фасад. Главный фасад в семь осей света завершён кирпичным парапетом. Оконные проёмы со слабо выраженными лучковыми перемычками сгруппированы парами. В верхней трети окна обрамлены широкими плоскими наличниками, дополненными замковыми камнями.
В ризалите сохранилась парадная лестница с декоративным металлическим ограждением. Декоративное убранство интерьеров полностью утрачено.